# Martin Gehrer
Martin Gehrer (* 21. Juni 1957, Bürger von St. Gallen-Rotmonten) ist ein Schweizer Politiker (CVP).

## Biografie
Gehrer studierte Rechtswissenschaft an der Universität Bern. Sein Lizenziat machte er 1984. Von 1985 bis 1988 war er juristischer Mitarbeiter, Protokollführer des Grossen Rates und Grossratssekretär in der Staatskanzlei des Kantons St. Gallen. Danach bis 1994 stellvertretender Direktor in der kantonalen Gebäudeversicherungsanstalt. Daneben war er von 1988 bis 1994 Vizepräsident des Bürgerrates von Rotmonten und von 1988 bis 2000 Dozent für Staatsrecht und Verwaltungsrecht der Akademie St. Gallen. Zwischen 1993 und 1994 war er Mitglied des Grossen Gemeinderates der Stadt St. Gallen, ab 1994 bis 1999 Gemeindeammann von Gaiserwald und von 2000 bis 2008 Staatssekretär von St. Gallen. Von Juni 2008 bis Mai 2016 war er Regierungsrat und stand dem Finanzdepartement vor. Von 2016 bis 2019 war Gehrer Administrationsratspräsident des Katholischen Konfessionsteils des Kantons St. Gallen.
Gehrer wohnt in Abtwil, ist verheiratet und Vater zweier Kinder.